# Comisión de Archivos y Biblioteca del Estado de Texas

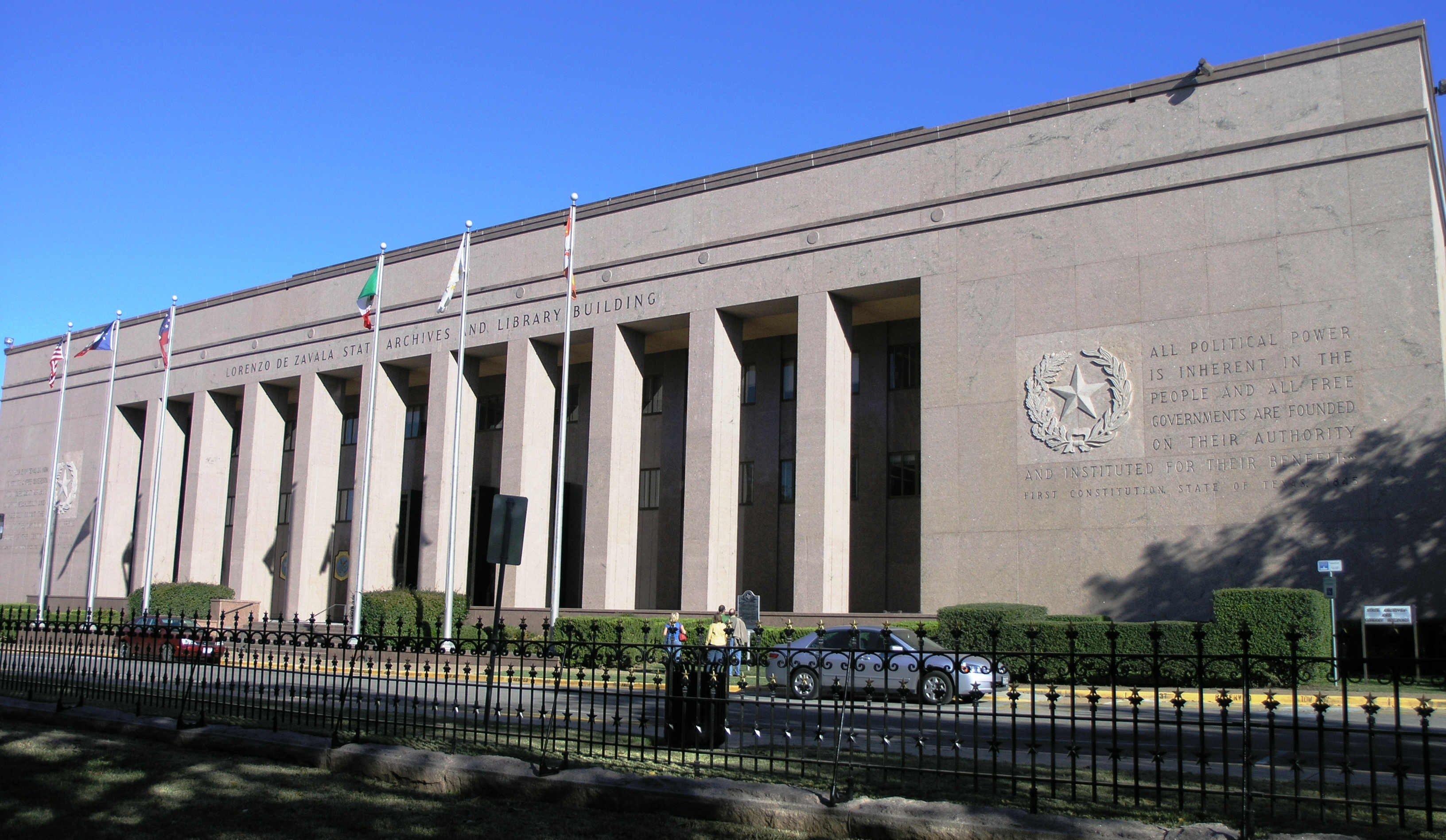
Edificio de los Archivos y Biblioteca Estatales, Lorenzo de Zavala tiene la sede de la Comisión de Archivos y Biblioteca del Estado de Texas.

La Comisión de Archivos y Biblioteca del Estado de Texas (idioma inglés: Texas State Library and Archives Commission, TSLAC) es una agencia de Texas en los Estados Unidos. La comisión gestiona el Edificio de Archivos y Biblioteca Estatales Lorenzo de Zavala (Lorenzo de Zavala State Archives and Library Building) y el Sam Houston Regional Library and Research Center. La comisión tiene su sede en 1000 Red River Street en Austin.